# Newyorská univerzita
Newyorská univerzita (anglicky: New York University, zkráceně NYU) je soukromá, výzkumná univerzita amerického města New York. Její hlavní kampus se nachází v Greenwich Village na Manhattanu. Byla založena v roce 1831 a jde o největší soukromou, nevýdělečnou instituci poskytující vyšší vzdělání v USA s více než 50 000 studenty.[zdroj?]
NYU je organizovaná do 16 škol, fakult a kateder, které se nacházejí v 6 střediscích na Manhattanu, Brooklynu a Bronxu. Poskytuje možnost studia v zahraničí v Londýně, Paříži, Florencii, Praze, Madridu, Berlíně, Akře, Šanghaji, Buenos Aires a Tel Avivu včetně školy Tisch School of the Arts v Singapuru. V r. 2010 došlo k otevření dalších ve Washington D.C. a Abu Dhabi.

## Současnost
NYU se zaměřuje na ekologické životní prostředí svých kampusů. Je na 22. místě světově hodnocených univerzit podle Global University Ranking. Její filozofická fakulta se umístila na 1. místě, ekonomická fakulta na 10. místě, fakulta společenských věd na 11. místě.
Na NYU studují studenti ze 130 zemí.

## Slavní absolventi
Absolventi NYU získali 31 Nobelových cen, 3 Abelovy ceny, 16 Pulitzerových cen, 19 cen Academy Award, Emmy, Grammy a Tony Award. Mezi absolventy jsou také držitelé cen MacArthur Award a Guggenheim Fellowship Award a členové National Academy of Sciences.
Na univerzitních kolejích žije 12 500 studentů což je největší počet mezi soukromými školami v USA.
Univerzitní sportovní týmy se nazývají Violets podle barev podléhající ochranné známce skládající se z "NYU Violet" (odstín fialové) a bílé. Maskotem univerzity je rys ostrovid.

## Historie
NYU byla založena 18. dubna 1831 skupinou prominentních občanů města, vesměs obchodníky, bankéři a živnostníky. Tito lidé věřili, že město potřebuje univerzitu pro mladé lidi, kteří budou ke studiu vybírání na základě zásluh a nikoliv stavu nebo příslušnosti ke společenským vrstvám. Zakladatelem je uváděn Albert Gallatin, který byl za prezidenta Thomase Jeffersona ministrem financí. NYU byla založena jako nekonfesijní na rozdíl od jiných amerických univerzit své doby.
21. dubna 1831 univerzita obdržela zakládací listinu a byla zaregistrovaná jako University of The City of New York, pod tímto názvem je uváděna ve starších dokumentech. Od svého založení vešla do povědomí veřejnosti pod názvem New York University a od r. 1896 nese tento název oficiálně.
Univerzitní logo se zdviženou pochodní je odvozeno od Sochy Svobody a značí její oddanost městu New York. O původu fialové (violet) jako univerzitní barvy vypovídají dvě verze. Podle jedné je to díky fialkám hojně rostoucím v parku Washington Square Park, který s univerzitou sousedí a jejich výskytem okolo pilířů budovy staré univerzity. Podle druhé byla fialová vybrána proto, že fialka byla květinou spojovanou s Aténami, centrem učenosti ve starověkém Řecku.

## Kampus
Od 70. let minulého století tvoří jádro NYU kampus ve Washington Square v srdci Greenwich Village. Neoficiálním symbolem univerzity je oblouk Washington Square Arch, který je jinak veřejným vlastnictvím. NYU má k dispozici divadla a další instituce, které jsou často využívány konzervatoří univerzity a Tisch School of the Arts. Tato zařízení jsou využívána i externě. Největší z nich je Skirball Center s 850 místy, LaGuardia Place s 566 místy a Eisner-Lubin Auditorium s 560 místy. V minulosti Skirball Center hostil politiky Johna Kerryho a Al Gora, kteří zde přednesli své projevy o zahraniční politice a také byla dějištěm natáčení reality show The Apprentice.

## Univerzitní zařízení
Knihovna Elmer Holmes Bobst Library byla postavena v letech 1967 - 1972 a je největší knihovnou NYU a jednou z nejrozsáhlejších akademických knihoven v USA. Byla navržena Philipem Johnsonem a Richardem Fosterem a má 12 poschodí s rozlohou 39 000 m². Nachází se v jižním cípu parku Washington Square Park a je vlajkovou lodí 8 knihoven NYU s 4,5 miliony svazky. Knihovna má tři specializovaná konzultační střediska, 45 km otevřených knižních polic a asi 2 000 míst k sezení. Každý den ji navštíví asi 6 800 studentů a každoročně je vypůjčeno skoro milion knih.
Hudební a mediální centrum Bobstovy knihovny Avery Fisher Center je jedním z největších světových mediálních akademických center kde studenti a vědečtí pracovníci využijí každoročně 95 000 audio a video nahrávek.
V Bobstově knihovně se také nachází Tamiment Library, která obsahuje jednu z nejlepších sbírek vědeckých děl týkajících se historie, socialismu, anarchismu, komunismu a amerického radikalismu.